# Sri-lankische Davis-Cup-Mannschaft
Die sri-lankische Davis-Cup-Mannschaft ist die Tennisnationalmannschaft Sri Lankas.

## Geschichte
1953 nahm Sri Lanka erstmals am Davis Cup teil, bis 1972 als Ceylon. Dabei kam das Team noch nie über die zweite Runde der Gruppenzone II in der Kontinentalgruppe Asien/Ozeanien hinaus. Erfolgreichster Spieler ist Harshana Godamanna, der in 38 Begegnungen insgesamt 51 Spiele gewinnen konnte. Rekordspieler mit 44 Teilnahmen ist Rajeev Rajapakse.